# Vườn quốc gia Altyn-Emel
Vườn quốc gia Altyn-Emel (tiếng Kazakh: Алтынемел саябағы, Altynemel saiabağy ; tiếng Nga: Алтын-Эмель национальный парк , Altyn-Emel' Natsional'nyy Park) là một vườn quốc gia ở Almaty, Kazakhstan. Được thành lập vào năm 1996 với diện tích khoảng 4.600 km2 (1.800 dặm vuông Anh), vườn quốc gia này nằm giữa khu vực sông Ili và dãy núi Aktau, gần hồ chứa Kapchagay với địa hình chủ yếu là sa mạc và núi đá lởm chởm.

## Mô tả
Vườn quốc gia nằm trong thung lũng sông Ili được thành lập vào ngày 10 tháng 4 năm 1996 nhằm bảo tồn sinh thái tự nhiên cũng như các di tích khảo cổ và lịch sử nơi đây.
Nó bao gồm hai phần chính: đồng bằng tiếp giáp bờ phải sông Ili và các ngọn núi của dãy Dzungarian Alatau, Altyn-Emel. Trên vùng đồng bằng còn có nhiều khối núi nhỏ. Trên lãnh thổ của vườn quốc gia, các trầm tích thuộc kỷ Than đá cách đây 300 triệu năm và kỷ Permi đã được xác định, trong khi các trầm tích cổ xưa nhất được xác định là kỷ Silur. Những ngọn núi của công viên chủ yếu được tạo thành từ đá Đại Cổ sinh có niên đại từ 200 đến 400 triệu năm tuổi.
Nằm trong vườn quốc gia là khu Nghĩa địa Besshatyr là một di tích lịch sử của người Saka. Các gò mộ có niên đại từ thời đồ sắt (thế kỷ 7-6 trước Công nguyên) và được xây dựng bởi những người du mục trên thảo nguyên Trung Á. Các đồ vật được tìm thấy trong các ngôi mộ bao gồm đồ trang trí mạ vàng, đồ trang sức và đồ dùng bằng vàng, vũ khí và áo giáp.
Một đặc điểm nổi bật khác của khu vực là dãy núi Aktau là nó còn được gọi là "núi mặt trăng" do màu sắc đặc biệt của nó.

## Khí hậu và hệ sinh thái
Khí hậu của vườn quốc gia là Khí hậu lục địa ẩm theo Phân loại khí hậu Köppen. Khí hậu này được đặc trưng bởi sự chênh lệch nhiệt độ theo mùa lớn và mùa hè ấm áp (ít nhất bốn tháng trong năm có nhiệt độ trung bình trên 10 °C (50 °F), nhưng không có tháng nào có nhiệt độ trung bình trên 22 °C (72 °F)). Nó nằm trong vùng sinh thái thảo nguyên khô hạn đồi thấp dưới chân núi Thiên Sơn.

## Động thực vật
Vườn quốc gia là nơi bảo tồn các loài động thực vật quý hiếm và có nguy cơ tuyệt chủng. Hệ thực vật của nó bao gồm 1.800 loài thực vật, trong đó có 69 loài quý hiếm. Ngoài ra, 56 loài động vật trong vườn quốc gia được coi là quý hiếm, bao gồm cừu Argali, lừa hoang Mông Cổ, linh dương bướu giáp. Không tính côn trùng và cá, ít nhất 260 loài động vật sinh sống ở Altyn-Emel. Có những loài lưỡng cư có nguy cơ tuyệt chủng bao gồm cóc Mông Cổ, hạc đen, đại bàng hoàng đế phương Đông.
Trong số 78 loài động vật có vú, có 11 loài được ghi vào Sách đỏ Kazakhstan, đáng chú ý có chồn sồi, chồn hôi châu Âu, rái cá, mèo manul, lừa hoang, linh dương, dơi muỗi phương Đông, hươu Đại Hạ, linh miêu, gấu nâu Thiên Sơn. Thực vật đáng chú ý có thể kể đến táo dại Tân Cương.